# ウェルズ・オン・ファイアー
『ウェルズ・オン・ファイアー』（原題：The Well's on Fire）は、イギリスのプログレッシブ・ロック・バンド、プロコル・ハルムが2003年に発表した通算11作目、再結成後としては2作目のスタジオ・アルバム。

## 解説
ギタリストのジェフ・ホワイトホーンは、バッド・カンパニー脱退後、1991年12月よりプロコル・ハルムのメンバーとなり、1990年代にはプロコル・ハルムと並行してロジャー・ダルトリーやポール・ロジャースのバンドでも活動した。また、ベーシストのマット・ペグは、ブラインダーやジェスロ・タルでの活動を経て、1993年にプロコル・ハルム加入を果たした。
本作のレコーディングが行われたコスフォード・ミルは、クイーンのロジャー・テイラーが設立したスタジオで、「シャドウ・ボックスト」のレコーディングにはテイラーがゲスト参加した。共同プロデューサーに起用されたレイフ・マッケンナは、過去にトゥ・パウ、ビッグ・カントリー、エディ・リーダー等の作品を手がけてきた。
Jim Eschはオールミュージックにおいて5点満点中4点を付け「バンドは時代遅れの作品『放蕩者達の絆』に虚飾を与えていた音作りから脱却し、より逞しいロック・サウンドに回帰して、結果的には過去30年近くにおいての最高傑作となった」「この作品でプロコル・ハルムが多くの新しいファンを獲得するとは思えないが、彼らは改めてオールド・ファンを惹きつけてみせ、再び妥当な音楽を作れるようになったことを示した」と評している。
マシュー・フィッシャーは、本作リリースの翌年の2004年にバンドを再脱退し、2005年には過去のヒット曲「青い影」のロイヤルティをめぐる訴訟を提起した。

## 収録曲
13.はインストゥルメンタル。その他の曲の作詞はキース・リードによる。
1. オールド・イングリッシュ・ドリーム "An Old English Dream" – 4:41
  - 作曲：ゲイリー・ブルッカー
2. シャドウ・ボックスト "Shadow Boxed" – 3:34
  - 作曲：ゲイリー・ブルッカー
3. ローブ・オブ・シルク "A Robe of Silk" – 2:43
  - 作曲：ゲイリー・ブルッカー
4. ブリンク・オブ・アン・アイ "The Blink of an Eye" – 4:42
  - 作曲：ゲイリー・ブルッカー
5. VIP・ルーム "The VIP Room" – 4:55
  - 作曲：ゲイリー・ブルッカー
6. クエスチョン "The Question" – 5:01
  - 作曲：マシュー・フィッシャー
7. ディス・ワールド・イズ・リッチ "This World Is Rich (For Stephen Maboe)" – 5:20
  - 作曲：ゲイリー・ブルッカー
8. フェロウ・トラヴェラーズ "Fellow Travellers" – 4:47
  - 作曲：マシュー・フィッシャー
9. ウォール・ストリート・ブルーズ "The Wall Street Blues" – 4:26
  - 作曲：ゲイリー・ブルッカー
10. エンペラーズ・ニュー・クローズ "The Emperor's New Clothes" – 4:17
  - 作曲：ゲイリー・ブルッカー
11. ソー・ファー・ビハインド "So Far Behind" – 3:51
  - 作曲：ゲイリー・ブルッカー
12. エヴリ・ドッグ・ウィル・ハヴ・ヒズ・デイ "Every Dog Will Have His Day" – 5:20
  - 作曲：ゲイリー・ブルッカー、マシュー・フィッシャー
13. ヴァイセルクレンツェナハト "Weisselklenzenacht (The Signature)" – 5:22
  - 作曲：マシュー・フィッシャー

## 参加ミュージシャン
- ゲイリー・ブルッカー - ボーカル、ピアノ
- マシュー・フィッシャー - ハモンドオルガン
- ジェフ・ホワイトホーン - ギター
- マット・ペグ - ベース
- マーク・ブレゼジッキー - ドラムス、パーカッション
- キース・リード - 作詞

アディショナル・ミュージシャン
- ロジャー・テイラー - バッキング・ボーカル(on #2)